# ظهارة معوية
الظهارة المعوية صف واحد من الخلايا التي تعظي السطح اللُمعي (بطانة) للأمعاء الدقيقة والغليظة (القولون) في السبيل المعدي المعوي. تتكون هذه الطبقة من خلايا ظهارية عمودية بسيطة، ولها وظيفتان: امتصاص المواد المفيدة التي يحتاجها الجسم ومنع المواد الضارة من الدخول. وباعتبارها ذات وظيفة دفاعية، تشكل الظهارة مكونًا مهمًا من الحاجز المخاطي المعوي. تحدث بعض الأمراض والحالات بسبب عيوب وظيفية في الظهارة المعوية. وفي المقابل، يمكن أن تؤدي الكثير من الحالات إلى تأذي في وظيفة هذه الظهارة ما يسبب مضاعفات إضافية.

## البنية
الظهارة المعوية جزء من المخاطية المعوية. تتألف الظهارة من طبقة واحدة من الخلايا. توجد أيضًا طبقتان في المخاطية هما الصفيحة المخصوصة والصفيحة العضلية المخططة، تدعمان وتحدان الطبقة الظهارية. من أجل احتواء محتويات الأنبوب الهضمي، ترتبط الخلايا الظهارية ببعضها من خلال الموصلات المحكمة لتشكل غشاءً متراصًا وغير نفوذ.
تتجدد الخلايا الظهارية كل 4-5 أيام من خلال الانقسام الخلوي والنضج والهجرة. يعتمد التجدد على الخلايا التكاثرية (الخلايا الجذعية) الموجودة في خبايا (قاعدة) الغدد المعوية (انغمادات معوية ضمن النسيج الضام الواقع أسفلها). بعد تشكلها عند القاعدة، تهاجر الخلايا الجديدة نحو الأعلى لتخرج من الخبايا، وتنضج على طريقها. في النهاية، تخضع هذه الخلايا لموت الخلية المبرمج وتسقط ضمن اللُمعة المعوية. وبهذه الطريقة تتجدد الظهارة المعوية باستمرار بينما يبقى عدد الخلايا التي تكوّن الطبقة الظهارية ثابتًا.
في الأمعاء الدقيقة، تكيفت الطبقة المخاطية لتوفير سطح كبير بغية زيادة امتصاص المغذيات للحد الأقصى. تتحقق الزيادة في امتداد السطح الامتصاصي، التي تبلغ 600 ضعف السطح الأسطواني للقناة، من خلال ثلاث مميزات تشريحية:
- الطيات الدائرية وهي انطواءات معترضة تبطئ مرور المحتوى اللُمعي وتساعد على زيادة السطح الكلي للمنطقة بنسبة ثلاثة أضعاف.
- الزغابات المعوية الموجودة على الناحية القمية للخلايا المعوية التي تزيد مساحة السطح الامتصاصي عشرين ضعفًا. تشكل هذه التبارزات الإصبعية المجهرية (قطرها نحو 100 نانومترًا) حافة فرشاتية متموجة.
- تُغطَى الحدود الفرشاتية على السطح القمي للخلايا الظهارية بالكأس السكري (الكنان السكري) الذي يتكون من السكريات قليلة التعدد المرتبطة بالبروتينات السكرية الغشائية والشحوم السكرية.[3]

تنتج الخلايا الجذعية في قاعدة الخبايا سبعة أنواع من الخلايا. ينضج كل نوع من هذه الخلايا وفقًا لبرنامجه التمايزي الخاص ويهاجر خارج الخبايا. عُرفت الكثير من الجينات الضرورية لتمايز الأنواع المختلفة من الخلايا الظهارية. الأنواع الخلوية المنتجة هي:
الخلايا المعوية، خلايا غوبلت، الخلايا الصماوية المعوية، خلايا بانيت، خلايا منطوية صغيرة، الخلايا الكأسية، خلايا توفت.
وظائف هذه الخلايا:
- الخلايا المعوية هي الأكثر عددًا ووظيفتها الأساسية امتصاص المغذيات. توجد على سطحها الكثير من الإنزيمات المقوضة التي تحطم الجزيئات قبل التقاطها إلى داخل الخلايا، من المواد التي تلتقطها هذه الخلايا: الشوارد والماء والسكريات البسيطة والفيتامينات والشحوم والببتيدات والحموض الأمينية.[4]
- تفرز خلايا غوبلت الطبقة المخاطية التي تحمي الظهارة من المحتويات الموجودة في لمعة الأمعاء.
- تفرز الخلايا الصماوية المعوية هرمونات معدية معوية مختلقة منها سيكريتين وكوليسيستوكينين وغلوكان معوي وغيرها. تتشابك المجموعات الفرعية للخلايا الظهارية المعوية الحسية مع الأعصاب، وتعرف باسم الخلايا العصبية.
- تنتج خلايا بانيت ببتيدات مضادة للميكروبات مثل ديفينسن ألفا البشري.
- تأخذ الخلايا المنطوية الصغيرة (التي يشار إليها عادة باسم الخلايا إم) المستضدات من اللمعة وتقدمها إلى النسيج اللمفاوي المرتبط بالمخاطيات (مالت). تترافق الخلايا إم في الأمعاء الدقيقة بلطخات بايير.
- الخلايا الكأسية نوع خلوي مميز لا تعرف له وظيفة واضحة. [5]
- تلعب خلايا توفت دورًا مهمًا في الاستجابة المناعية.

يتغير توزع الخلايا الظهارية على طول السبيل الهضمي تبعًا لوظيفة المنطقة.